# Red Sullivan
Red Sullivan, született George James Sullivan (Peterborough, Ontario, 1929. december 24. – Peterborough, Ontario, 2019. január 19.) kanadai jégkorongozó, edző.

## Pályafutása
1947 és 1963 között volt aktív jégkorongozó. Az NHL-ben 1949 és 1961 között játszott három csapatban, összesen 557 alkalommal. A Boston Bruinsban négy, a Chicago Black Hawksban kettő, a New York Rangersben öt idényen át szerepelt.
1962 és 1966 között a New York Rangers vezetőedzője volt négy szezonon keresztül. 1967 és 1969 között Pittsburgh Penguins, 1974–75-ben a Washington Capitals vezetőedzőjeként tevékenykedett.